# Ctenops nobilis
Ctenops nobilis is een  straalvinnige vissensoort uit de familie van echte goerami's (Osphronemidae). De wetenschappelijke naam van de soort is voor het eerst geldig gepubliceerd in 1845 door McClelland.
De soort staat op de Rode Lijst van de IUCN als Gevoelig, beoordelingsjaar 2009. De omvang van de populatie is volgens de IUCN dalend.